# Vilve Jaaska
Vilve Jaaska (fl. 1990) é uma botânica da Estónia.
Ela descreveu ou redescreveu os seguintes táxons:
- Vigna. Catiang (DC. ) V.Jaaska & Jaaska, 1988